# Oset (potocznie)

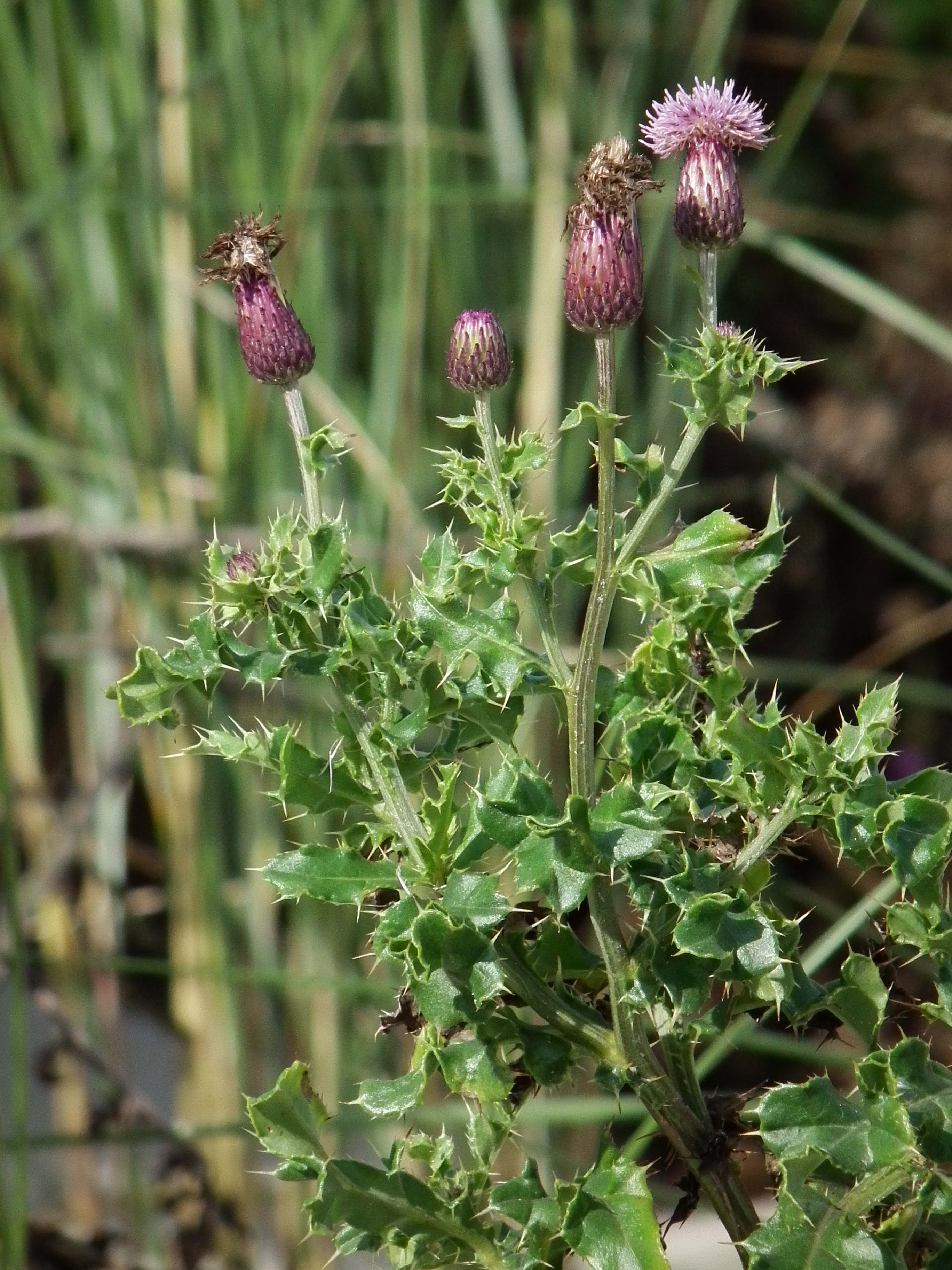
Ostrożeń polny

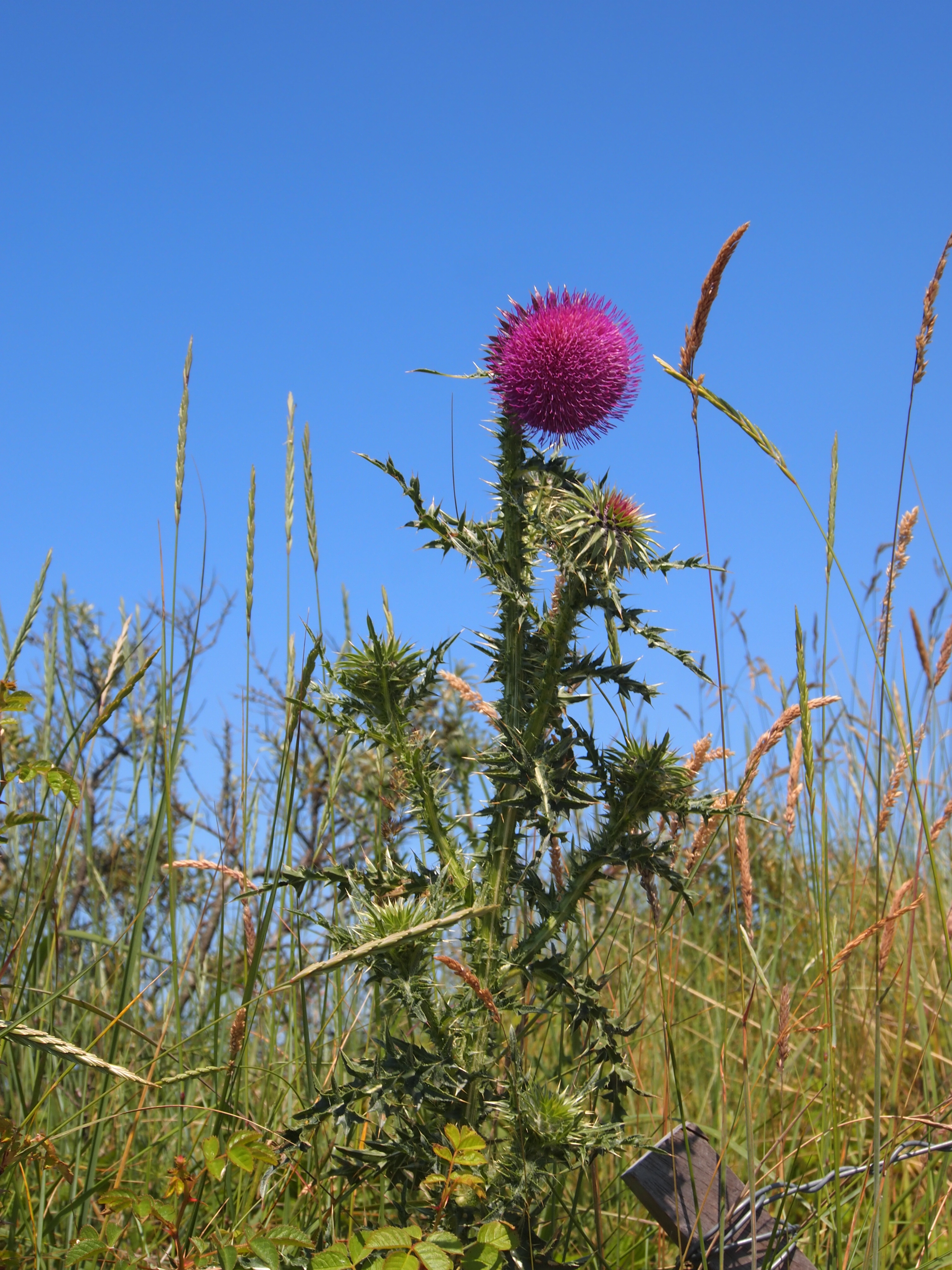
Oset zwisły

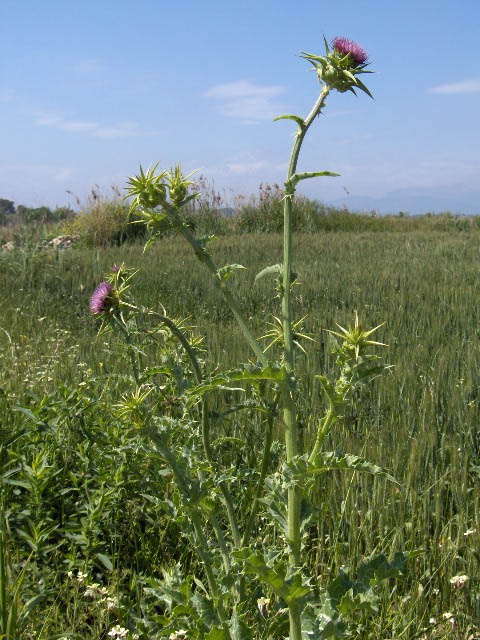
Ostropest plamisty

Herb lotaryńskiej miejscowości Fréménil

Roślinne symbole Zjednoczonego Królestwa: szkocki oset, angielska róża Tudorów i irlandzka koniczyna

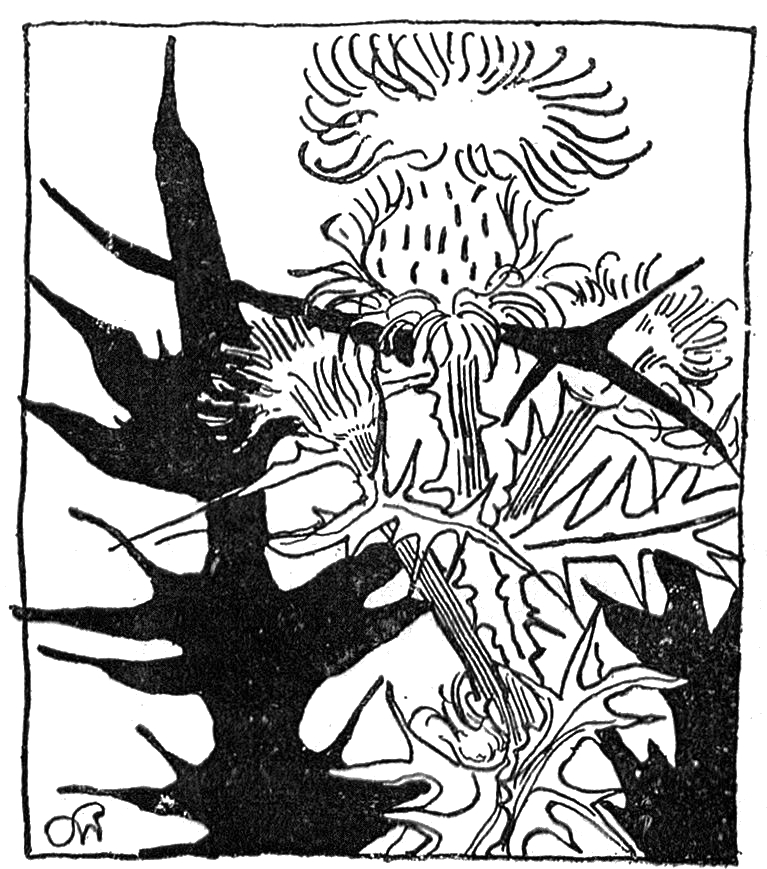
Oset autorstwa Stanisława Wyspiańskiego

Oset – w taksonomii ludowej nazwa roślin, głównie z rodziny astrowatych, o kłujących pędach. W języku polskim odnosi się zwykle do gatunków z rodzaju Carduus (oset), Cirsium (ostrożeń), Silybum (ostropest) i Onopordum (popłoch), ewentualnie też Carlina (dziewięćsił).

## Zakres znaczeniowy
Zakres tego nieformalnego taksonu nie jest ścisły i w różnych kulturach może obejmować różne gatunki wyróżniane przez naukę, a w bardziej potocznym ujęciu może być też rozszerzany na kolejne gatunki kolczastych roślin. W polskim języku potocznym nazwą „oset” najczęściej określa się nie rośliny z rodzaju Carduus, ale Cirsium (ostrożeń), jako najpowszechniej spotykane. Może ona dotyczyć także rodzaju Onopordum (popłoch), ewentualnie też Carlina (dziewięćsił). Podobny zakres do polskiego „oset” ma w kulturze anglojęzycznej nazwa „thistle”. Ze względu na to, że w zwyczajowej nomenklaturze stosowanej w polskich publikacjach botanicznych nazwę „oset” utożsamiono z nazwą rodzaju Carduus, czasem dochodzi do nieporozumień. Tak bywa w publikacjach etnobotanicznych, gdy na przykład relacje o spożywczym wykorzystaniu ostów, najprawdopodobniej dotyczące ostrożnia łąkowego i ostrożnia warzywnego, a wyjątkowo (w okresie głodu) również ostrożnia polnego, są uznawane za świadectwo spożywczego wykorzystania roślin z rodzaju Carduus. Podobnie w starożytnej grece nazwa ákanthos (ἄκανθος) miała szeroki zakres stosowania, więc zawężanie jej do roślin rodzaju akant jest nieuzasadnione, więc motyw takich liści znany z ornamentyki również może mieć źródło w różnych „ostach”.
Niektóre tak określane osty są w zasadzie niekłujące i w polskim nazewnictwie gwarowym były również określane nazwą „szczerbak” (w różnych wariantach).
W dawnym języku polskim nazwą „oset” określano nie tylko rośliny zielne, ale także cierniste krzewy, choć było to rzadkie i w takich przypadkach używano częściej innych nazw, takich jak „tarn”.
W Słowniku nazwisk zoologicznych i botanicznych... Erazm Majewski odnotował użycie nazwy oset bez dodatkowego epitetu w polskiej literaturze, także botanicznej, do XIX wieku dla rodzajów: Camosa, Carduus (oset), Cirsium (ostrożeń), Onopordon (popłoch), Raminum (bliżej nieokreślony krzew ciernisty), Tribulus (buzdyganek) i różnych ich gatunków.
Oset jako nazwa rodzajowa w jego zestawieniu dotyczy również następujących rodzajów lub gatunków:
- akant – oset powłoczny,
- jawełna – oset kosmaty,
- Atractylis sp. – oset Matki Bożey, oset miękki,
- Camelica – oszeth vyelky,
- Carduus sylvestris – oset wielgi,
- Carthamus lanatus – oset Matki Bożej,
- Chamaepeuce diacantha (Cnicus diacanthus) – oset amerykański,
- drapacz, drapacz lekarski – oset włoski, oset turecki, osetnik,
- dwukolczak – oset wysoki,
- kotewka orzech wodny – oset wilgotny,
- kozibród – oset chłopski,
- oset nastroszony – oset barszczyk, oset najeżony, oset rodzieńcowy,
- oset zwisły – oset piżmowy,
- ostropest plamisty – błogi oset, oset biały,
- ostrożeń lancetowaty – oset szkapi,
- ostrożeń polny – oset polny, oset rolowy,
- ostrożeń warzywny – oset polny, oset właściwy,
- popłoch pospolity – oset bękartowy, oset podwórzowy, oset podwórzowy barszczowy, osetek Najświętszej Panienki,
- przegorzan – oset kulowy,
- przegorzan pospolity – oset kulowy,
- Spina alba (roślina ze starożytnych zielników) – oset biały,
- Spina arabica (roślina ze starożytnych zielników) – oset arabski,
- starzec jakubek – oset niekolący,
- szczeć pospolita – oset drapacz, oset folarski.

Ponadto w jego zestawieniu znajdują się nazwy takie jak „osetek” (dziewięćsił, szczególnie dziewięćsił bezłodygowy), „osetka” (Dysphania), „osetnia” (berkheja) oraz pochodzące od ostu nazwy zwierząt.
Majewski notuje też formę „asot” oraz pisownię „osset” i „oseth”.
Współcześnie w polskim języku potocznym stosowane są nazwy oset mleczny, ewentualnie święty oset lub oset św. Marii na określenie ostropestu plamistego, rośliny uprawianej w celach leczniczych, źródła sylimaryny. W ogrodnictwie dziewięćsił bezłodygowy bywa nazywany ostem górskim. Jako rodzaj ostu jest określany mikołajek nadmorski.
Wyróżniane przez botaników rodzaje oset i ostrożeń są do siebie bardzo podobne, a różnią się tym, że puch kielichowy pierwszego tworzą pojedyncze, ewentualnie z zadziorkami, włoski, a tego drugiego włoski pierzaste.

## Obecność w kulturze
Oset jest narodowym symbolem Szkocji od czasów Aleksandra III, a za panowania Jakuba III po raz pierwszy wybito jego wizerunek na monetach. Jakub V ustanowił z kolei Order Ostu, najwyższe odznaczenie tego kraju. Z ostem jako symbolem Szkocji wiąże się legenda, mówiąca o tym, że jeden z norweskich wojowników próbujących zaatakować Szkotów nadepnął na tę roślinę, a jego krzyk zniweczył efekt zaskoczenia. Wśród pierwowzorów symbolu podawany jest popłoch pospolity, jednak nie jest to roślina rodzima dla Szkocji, więc za bardziej prawdopodobny uznaje się ostrożeń lancetowaty.
Oset jest symbolem Lotaryngii, co znalazło odzwierciedlenie w powiedzeniu dotyczącym tej krainy, ostrzegającym przed ukłuciem przy próbie ataku. Początki tej symboliki wiążą się z Renem II Lotaryńskim, a ten rodzaj ostu jest uważany za symbol maryjny. Obecnie oset znajduje się m.in. na herbie Nancy, czyli dawnej stolicy krainy.
Oset był jednym z kilku najczęstszych motywów roślinnych w sztuce secesji. Przy szerokim zaś ujęciu pojęcia oset, można przyjąć, że jego liście to pierwowzór akantu, czyli motywu zdobniczego popularnego w sztuce od czasów antycznych.
Ostowi oprócz właściwości leczniczych przypisywano w polskiej kulturze ludowej właściwości magiczne związane ze zwalczaniem robaków. W niektórych wierzeniach żydowskich osty są wcieleniami demonów. Według tradycji oset (zwłaszcza ostropest plamisty) miał pomagać na ostre bóle (kolki), co zgodnie z tzw. doktryną sygnatur, sygnalizowała jego kolczasta natura. Fakt, że roślina kole miał być znakiem, że pomaga na kolki.
Oset występuje w Biblii jako symbol świata poza rajem. Stąd też w symbolice ogrodów klasztornych oznaczał również Ewę. Oset i cierniste krzewy są teologicznym symbolem kary Bożej w postaci buntu świata wobec zbuntowanego człowieka. Porośnięcie dawnych siedzib ludzkich przez zarośla ostów jako roślin ruderalnych jest znakiem potępienia, a w przypowieści biblijnej same osty jako chwasty są symbolem potępionych. Poza Biblią symbol ten jest również utrzymany. W wierszu Czesława Miłosza Oset. Pokrzywa ziemia, którą porasta oset wraz z pokrzywą i innymi chwastami jest symbolem świata pozbawionego sensu, jaki nadaje mu mowa ludzka.
Odmienną symbolikę ma ostropest plamisty, zwany ostem mlecznym i związany z kultem maryjnym, gdyż plamy na jego liściach według legendy powstały z mleka Maryi.
W kulturze oset bywa wiązany z osłem. Wincenty Kadłubek ukuł aforyzm „Osłu lepiej smakuje oset niż sałata”. Ponury zakątek Kłapouchego z książek o Kubusiu Puchatku jest nim porośnięty.

## Onomastyka
Od ostu pochodzą takie nazwy miejscowe jak Osecina, Oset, Osetek, Osetka, Osetków, Osetna, Osetne, Osetnia, Osetnica, Osetnie, Osetno, Osety. Od łacińskiej nazwy ostu („carduus”) pochodzi nazwa naukowa rodzaju Carduelis. Do rodzaju tego należy m.in. ptak o polskiej nazwie osetnik. Osetnik to również nazwa gatunku motyla (rusałka osetnik), którego gąsienice odżywiają się różnego typu ostami.
Na przełomie XX i XXI wieku w Polsce mieszkało kilkaset osób o nazwisku Oset. Największe ich skupisko to okolice Łodzi. Nieco więcej osób, choć również kilkaset, nosiło nazwisko Osetek. Największym skupiskiem jest Rzeszowszczyzna. Nazwisko Osetkowski/Osetkowska nosiło kilkadziesiąt osób w okolicach Rzeszowa i Puław. Nazwiska Osetowski/Osetowska, Osetyk, Osetnik nosiło kilka lub kilkanaście osób.
Nazwisko Thistle na przełomie XIX i XX wieku nosiło po kilka rodzin w Szkocji i Walii, a kilkadziesiąt rodzin w Anglii, głównie na północy. W tym czasie w Stanach Zjednoczonych to nazwisko było najczęściej spotykane na północnym wschodzie kraju.